# Magnetofon ADAT

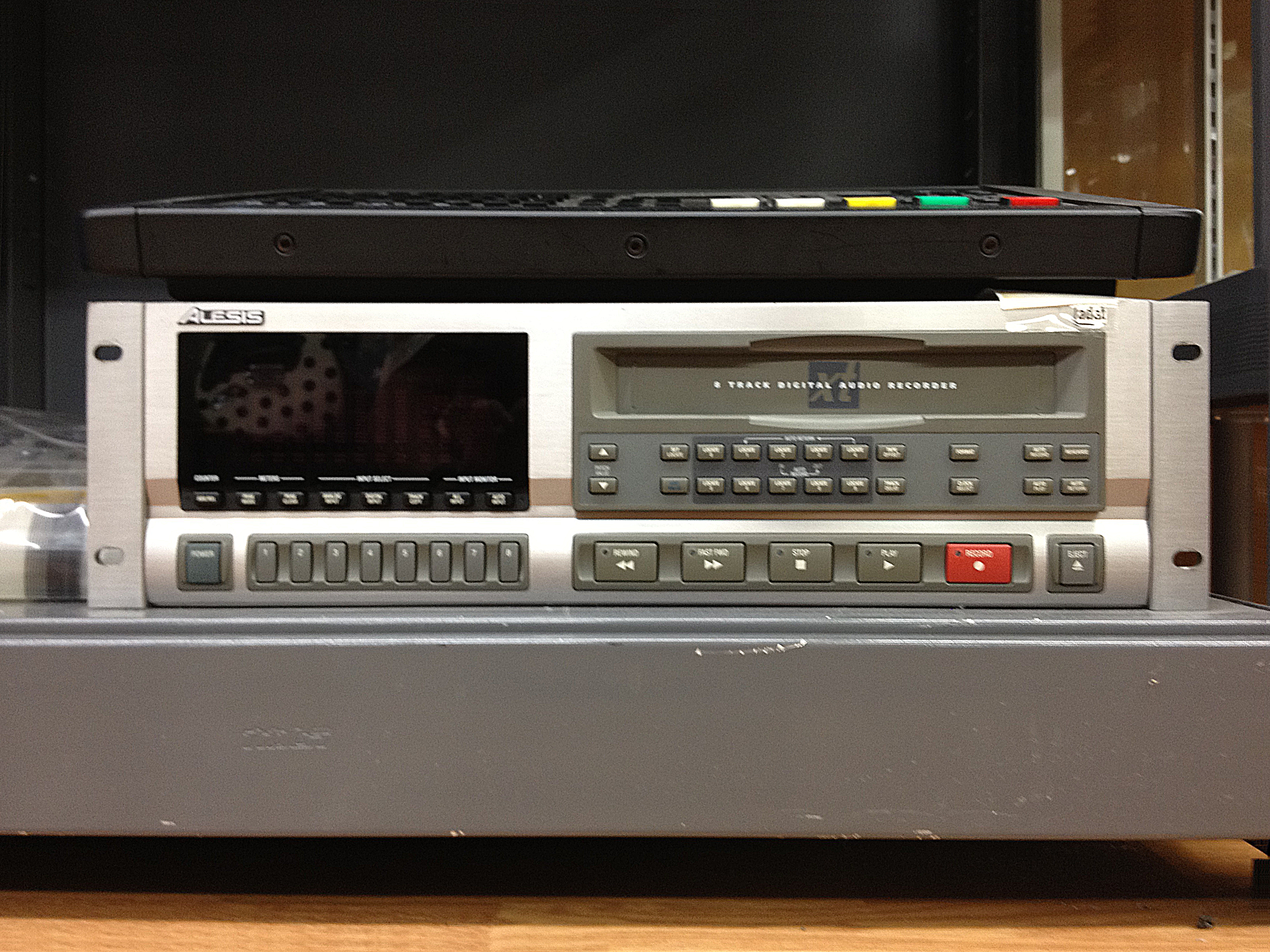
Magnetofon ADAT

ADAT (Alesis Digital Audio Tape) – ośmiośladowy magnetofon studyjny, zaprezentowany przez firmę Alesis w 1991.
ADAT umożliwia cyfrowy zapis na analogowych kasetach S-VHS. Zapis odbywa się z częstotliwością próbkowania 48 kHz z 16-bitową rozdzielczością. Stosunkowo niedrogie urządzenie przyczyniło się do gwałtownego rozwoju homerecordingu. Zaletą był tani nośnik, a także możliwość łączenia i synchronizacji wielu urządzeń. ADAT umożliwiał komunikację z komputerem i przesyłanie danych przewodem optycznym ze złączami TOSLINK. Stał się standardem studyjnym lat 90 XX w. Produkcję urządzenia kilkukrotnie wznawiano i doskonalono.
W XXI w. ADAT kojarzy się raczej z formatem ośmiokanałowej transmisji danych audio przewodem światłowodowym. Dzięki rozszerzeniu (S-MUX) formatu umożliwia przesyłanie czterech kanałów o jakości 96 kHz/24 bit lub dwóch kanałów 192 kHz/24 bit. Standardowo w tym formacie można przesłać 8 kanałów w 48 kHz/24 bit, co jest często spotykane w mikserach audio oraz interfejsach do komputerów.